# Фосфонові кислоти

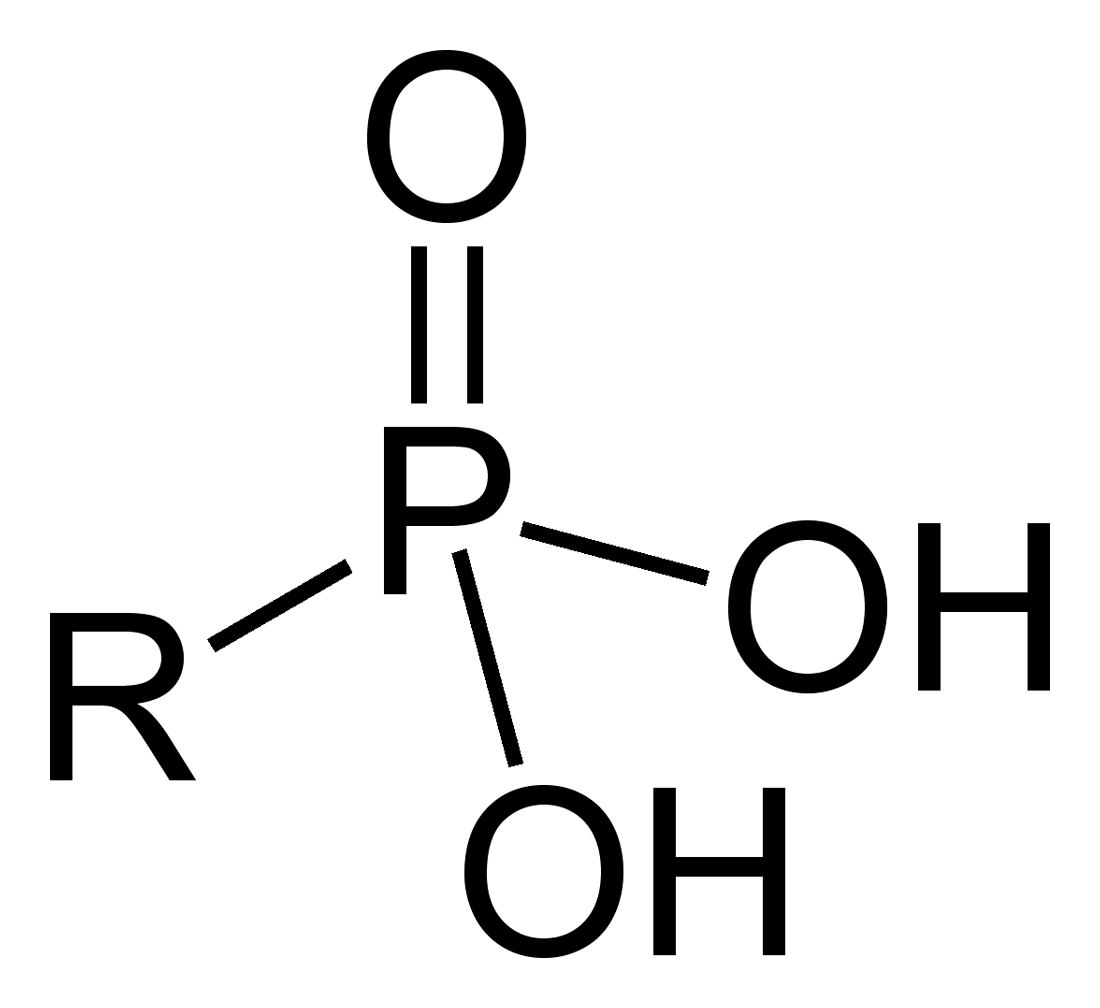
Загальна структура фосфонових кислот

Фосфо́нові кисло́ти — фосфорорганічні сполуки із загальною структурою R-P(O)-(OH)2. Є похідними від фосфітної кислоти.

## Фізичні властивості
Є білими гідроскопічними кристалами із чіткими температурами плавлення в середньому 200 °C. Розчинні у воді та полярних органічних розчинниках.

## Будова молекули
Подвійний P=O зв'язок є коротшим, ніж інші. Наприклад, для метилфосфонової кислоти його довжина становить 1.4993(11) Å, довжина двох інших P-O зв'язків — 1.5441(11) Å та 1.5443(12) Å, a довжина P-C зв'язку становить 1.7586(17) Å. У метилфосфонової кислоти кути зв'язків у атомі фосфору — 103,46 (8) ° — 112,86 (7) °.

## Хімічні властивості
Є двохосновними кислотами середньої сили, з основами утворюють кислі та середні солі:
CH3PO(OH)2 + 2NaOH → CH3PO(ONa)2 + 2H2O
У розчинених лужних середовищах у фосфонових кислот з галогеном у β-положенні P-C зв'язок може розірватися:
R-CH(X)-CH(R`)-PO(OH)2 + OH- → RCH=CHR` + H3PO4 + X-
При нагріванні утворюють ангідриди. Також утворюють естери.

## Отримання
Зазвичай фосфонові кислоти отримують гідролізом RP(O)X2 (X = Cl, Br, OR, SR, NR2; X2 = О).

### З фосфонатів
Найбільш поширений спосіб отримання фосфонових кислот з фосфонатів — використання концентрованого (35—37 %) розчину хлоридної кислоти.
(RO)2P(=O)-R + 2HCl → (OH)2P(=O)-R + 2RCl
Тут радикали, які спочатку зв'язані з оксигеном, а потім — з хлором, є алкілами.

### З фосфітної кислоти
H3PO3 + RCHO → RCH(OH)P(O)(OH)2
H3PO3 + RCH=CH2 → RCH2CH2P(O)(OH)2